# Bill of Portland
Bill of Portland är en udde i Storbritannien.   Den ligger i riksdelen England, i den södra delen av landet, 200 km sydväst om huvudstaden London.
Terrängen inåt land är platt.  Närmaste större samhälle är Weymouth, 10,9 km norr om Bill of Portland. 